# Mumier på äventyr
Mumier på äventyr (spanska: Momias, engelska: Mummies) är en spansk, engelsktalande datoranimerad film från 2023 i regi av Juan Jesús García Galocha, från ett manus skrivet av Javier López Barreira och Jordi Gasull. Filmens originalröster görs bland annat av Joe Thomas, Eleanor Tomlinson, Celia Imrie, Hugh Bonneville och Sean Bean.
Filmen hade biopremiär i Sverige den 27 januari 2023 (fyra veckor innan den spanska premiären), utgiven av Warner Bros. Pictures.

## Rollista
| Rollfigur        | Engelska originalröster | Svenska röster                                          |
| ---------------- | ----------------------- | ------------------------------------------------------- |
| Thut             | Joe Thomas              | Peter Eggers                                            |
| Nefer            | Eleanor Tomlinson       | Mimmi Sandén                                            |
| Mor              | Celia Imrie             | Vicki Benckert                                          |
| Lord Carnaby     | Hugh Bonneville         | Rafael Pettersson                                       |
| Farao            | Sean Bean               | Johan Schinkler                                         |
| Ed               | Shakka                  | Mikael Regenholz                                        |
| Danny och Dennis | Dan Starkey             | Christian Hedlund (Danny) Anton Olofson Raeder (Dennis) |